# Гельперин, Нисон Ильич
Нисон Ильич Гельпе́рин (1903—1989) — советский инженер-химик и педагог. Один из организаторов советской химической промышленности.

## Биография

### Ранние годы
Родился 8 (21 января) 1903 года в местечке Смолевичи (ныне Минская область, Беларусь). Старший брат И.И. Гельперина. Окончил реальное училище в Минске.

### Высшее образование
В 1921 году и поступил на механический факультет МХТИ имени Д.И. Менделеева. Окончил институт в 1925 году по специальности инженера-технолога по машинам и аппаратам химической промышленности. Параллельно с обучением в МХТИ учился на физико-математическом факультете МГУ имени М.В. Ломоносова.

### Трудовая деятельность
Начал свою трудовую деятельность в 1925 году в качестве лаборанта в МХТИ имени Менделеева. В 1927 году начал работать в проектном отделе АНИЛТРЕСТа. С 1928 года он — старший инженер, а с 1930 года — главный инженер ХИМСТРОЯ, консультант и один из ближайших помощников наркома тяжелого машиностроения Г.К. Орджоникидзе. В первой половине 30-х годов Н. И. Гельперин активно занимался разработкой новых конструкций машин и аппаратов, их наладкой и пуском на Актюбинском, Березниковском, Бобриковском (с 1961 года — Новомосковском), Воскресенском, Горловском, Дорогомиловском, Константиновском, Пермском, Чернореченском, Щигровском химзаводах. Так, в 1933 году он был председателем пусковой комиссии Бобриковского азотнотукового завода (ныне Новомосковский химкомбинат).
В 1931 году стал первым директором созданного по его инициативе и при его активном участии НИИХИММАШа. В конце 1940-х годов именно в этом институте Н.А. Доллежаль спроектировал первый советский промышленный ядерный реактор.
В довоенный период наряду с инженерно-организационной деятельностью Н.И. Гельперин занимался педагогической работой. В течение ряда лет он преподавал в МХТИ имени Д.И. Менделеева, читал лекции в ЛПИ имени М.И. Калинина. В 1931 году за заслуги в научно-педагогической деятельности Н.И. Гельперину было присвоено звание профессора.
Н.И. Гельперин вместе со своим младшим братом И.И. Гельпериным стоял у основ криогенного машиностроения СССР. В 1932—1938 годах с участием Н.И. Гельперина были созданы первые в нашей стране промышленные установки для получения кислорода и аргона.
В 1936 году Н.И. Гельперин — технический директор треста СОЮЗАЗОТ, а со следующего года — главный инженер ГЛАВАЗОТа НКТП СССР.
В 1939 году за успехи в науке и инженерной деятельности ему была присуждена ученая степень доктора технических наук (без защиты диссертации).

### В годыВеликой Отечественной войны
Н.И. Гельперин активно работал над созданием эффективного вооружения. С 15 августа 1937 года он возглавляет Бюро спецконструкций № 35 (КБ-35) НКОП, (с июня 1939 года — НКБ), созданное для проектирования, наблюдения за изготовлением промышленного агрегата автоматической снаряжательной машины ГБ-1 конструкции Н.И. Гельперина и В.Т. Балашова и внедрения его в производство на Ленинградском государственном заводе № 5 «Краснознаменец». В 1939—1944 годах в КБ были созданы бомбы с новым суррогатным взрывчатым веществом, бомбы высокой мощности, железобетонные бомбы (серия фугасных авиабомб в корпусах из тонкостенной стали ФАБ-100НГ, ФАБ-250НГ, ФАБ-500НГ, ФАБ-1000НГ).
В 1942 году профессору Нисону Ильичу Гельперину было поручено в кратчайшие сроки создать пятитонную бомбу. Длина бомбы ФАБ-5000НГ (НГ — Нисон Гельперин) была равна 5,2 метра, её диаметр — 1 метр. Даже створки бомболюков у тяжелого четырёхмоторного бомбардировщика Пе-8 конструкции ОКБ А.Н. Туполева, единственной машины, которая могла транспортировать бомбу, не закрывались полностью. 28 апреля 1943 года первые серийные бомбы были сброшены на береговые укрепления Кенигсберга. Эта бомба оставалась самой мощной в мире до появления атомной бомбы. На фашистов она наводила ужас. Гитлер грозил в ответ применить химическое оружие.
При своей колоссальной занятости, даже в трудное военное время Н.И. Гельперин отдавал много сил подготовке квалифицированных специалистов для химической промышленности СССР. С ноября 1942 года и вплоть до выхода на пенсию (в 1987 году) Н.И. Гельперин заведовал кафедрой «Процессы и аппараты химической технологии» в МИТХТ имени М. В. Ломоносова. Ныне эта кафедра носит имя Н.И. Гельперина .

### В послевоенный период
С середины 1945 по июнь 1946 года Н.И. Гельперин, являясь начальником отдела Первого главного управления при СМ СССР, участвовал в организации производства тяжелой воды.
В 1945—1950 годах с участием Н.И. Гельперина впервые в стране было освоено промышленное производство антибиотиков (пенициллин). Технологические разработки Н.И. Гельперина неоднократно экспонировались на ВДНХ СССР и отмечались Золотыми и другими медалями. На оригинальные способы осуществления процессов технологии и устройства для их реализации Н.И. Гельпериным и возглавляемыми им коллективами получено свыше 120 авторских свидетельств и иностранных патентов; ряд этих изобретений был реализован Лицензинторгом за рубежом.
Н.И. Гельперин принадлежит к тому поколению советских учёных, деятельность которых широко не освещалась. Тем не менее, плодами его работ общество живёт до сих пор. Он внёс выдающийся вклад в развитие химико-технологических процессов, в создание и развитие химической промышленности СССР, в организацию и становление высшего химического образования в стране. СМ СССР и МХП СССР неоднократно поручали Н.И. Гельперину экспертизы крупных советских и зарубежных проектов.
По результатам проведенных исследований Н.И. Гельпериным опубликовано (частично — в соавторстве с учениками) 880 научных работ (в том числе 25 монографий и учебников), сделано более 250 докладов на научных конференциях в СССР и за рубежом. Н.И. Гельперин подготовил более 130 кандидатов и 12 докторов наук. Он продолжал работать до последних дней своей жизни, честно и беззаветно служа науке и обществу.

Памятник на могиле Н. И. Гельперина

Умер 18 апреля 1989 года. Похоронен в Москве на Востряковском кладбище.

## «Кислородный конфликт»
Люди, знавшие Нисона Ильича, характеризовали его как человека находчивого и твёрдого характером. Он был человеком прямым, смелым, порой жёстким, но отзывчивым. Эти качества особенно видны в т. н. «кислородном конфликте» с П.Л. Капицей.
Известно, что академик П.Л. Капица изобрёл в конце 1930-х годов установку для ожижения воздуха, основанную на принципе турбодетандера. Вместо поршневых машин, работающих при высоком давлении порядка 200 атм, предлагалась турбинная машина, работающая при давлениях порядка 4 атм. Паровые турбины были известны уже давно, в них пуск пара происходил вдоль оси, у Капицы же пуск газа осуществлялся вдоль радиуса турбины, что впервые позволило использовать силу Кориолиса. Лабораторные результаты были очень хорошими: КПД установки достигал 0,7—0,8. «Она примерно в 3 раза дешевле эквивалентной ей установки прежних систем. Ввиду отсутствия высоких давлений, эксплуатация её проще, безопаснее и экономичнее», — писал Капица В.М. Молотову 20 апреля 1938 года.
Комиссия подробно разобрала технико-экономическую сущность изобретения Капицы, чтобы решить, возможно ли технически (с наукой всё было в порядке) и выгодно ли экономически переоснащать нашу промышленность, замещая действующие поршневые установки турбодетандерами. Вывод был отрицательным. Изготовление турбодетандеров для промышленности требовало таких материалов, которых в стране тогда недоставало, нереально было выдержать требующиеся допуски и посадки узлов машины, ротор не выдерживал высоких оборотов, более 20 тысяч в минуту, сделать его массивнее и тем самым прочнее не могли, поскольку при увеличении числа оборотов возникали резонансы, которые мгновенно разрушали ротор. Коэффициент полезного действия цикла работающей машины не достигал 0,8 — значения, при котором эффективность цикла стала бы заметно выше, чем у имеющихся машин.
Принцип машины Капицы опередил своё время. В физическом отношении, в лабораторном исполнении удалось сделать прекрасную машину. В инженерно-промышленном отношении её рано было ставить на поток. Серийные машины, изготовленные для кислородного производства, всё время ломались бы, и не дали бы тогда, в 1940-х годах, преимущества в производительности над старыми машинами. Проект Капицы был отклонен. Поскольку Капица не согласился с этим решением, его просьба об отставке была удовлетворена И.В. Сталиным. Руководить Главкислородом были поставлены оппоненты Капицы, в его коллегию вошли, в частности, Н.И. Гельперин, С.Я. Герш и И.П. Усюкин. В ответ на это П.Л. Капица написал жалобу на имя И.В. Сталина, в которой было написано, что Н.И. Гельперин относился к людям, «любящим ловить рыбу в мутной воде».
По воспоминаниям сына Нисона Ильича Генриха Нисоновича Гельперина: «Отец говорил, что Капица написал много жалоб Сталину и другим советским руководителям, и ряд людей от этого пострадали. Сам отец, совершенно точно, не написал ни одной жалобы на Капицу. Он говорил мне, что Капица — хороший физик, но как инженер он в 1946 году ошибался».
Неоднократно премировался за научную, конструкторскую, инженерную деятельность, ему объявлялись благодарности. Его работа персонально отмечалась на XVII съезде ВКП(б).

## Награды и премии
- Сталинская премия второй степени (1950) — за разработку и внедрение в промышленность метода получения медицинского препарата (пенициллина)
- заслуженный деятель науки и техники РСФСР (1963)
- два ордена Ленина (1942 — за создание новых боеприпасов, 1973 — за заслуги в развитии химической науки и промышленности, подготовку инженерных кадров и в связи с 70-летием)
- орден Трудового Красного Знамени (1934 — за строительство и пуск Бобриковского азотного комбината
- орден Красной Звезды (1943) — за создание новых боеприпасов
- орден «Знак Почёта» (1950)
- медаль «За оборону Москвы» (1945)
- медаль «За доблестный труд в Великой Отечественной войне 1941—1945 гг.» (1945)
- медаль «В память 800-летия Москвы» (1947)